# Cavan (Irlande)
Pour les articles homonymes, voir Cavan.
Cavan (An Cabhán en irlandais) est la principale ville et le centre administratif du comté de Cavan en Irlande. La ville est située dans la partie nord des midlands, à proximité de la frontière de l’Irlande du Nord.
Cavan est reliée à l'agglomération dublinoise par la nationale 3 (N3).

## Histoire

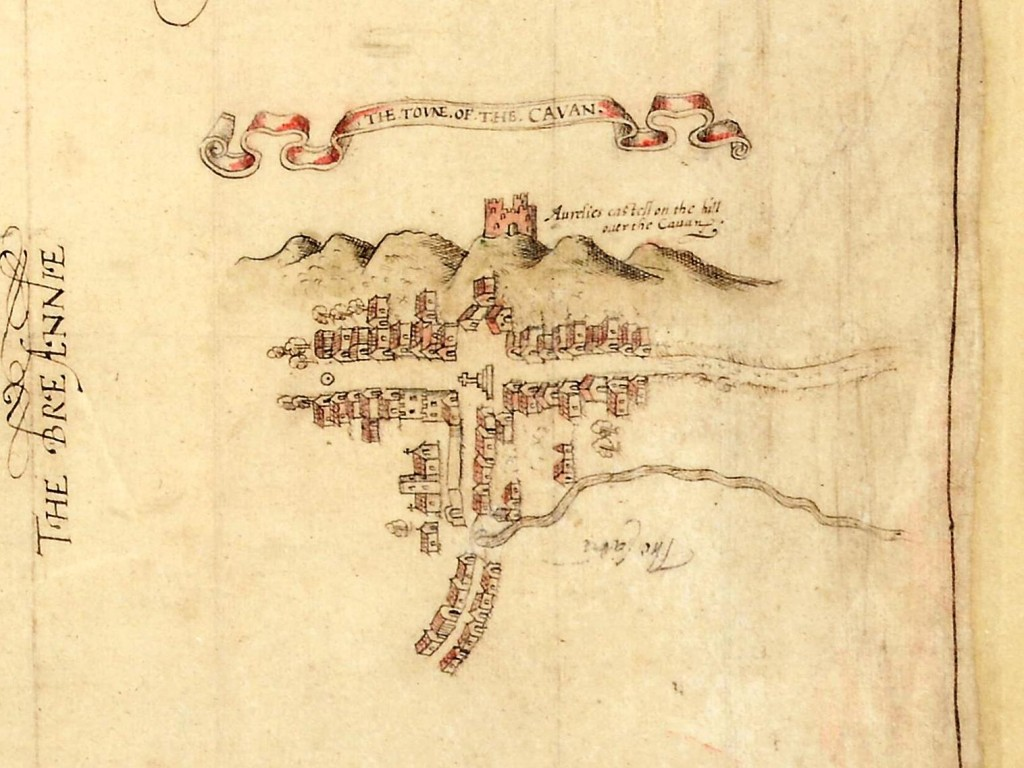
Carte de Cavan de 1591 montrant la place du marché et O'Reilly castle sur Tullymongan Hill.

À la fin du XIIIe siècle, le clan Padraig Murray construit un château.
La famille O’Reilly en fait construire un nouveau à la fin du XIVe siècle.
À côté de celui-ci un monastère franciscain est fondé à peu près à la même époque.
Au XVe siècle, le seigneur d’alors Owen O’Reilly fait installer un marché qui attire les marchands de Dublin et de Drogheda.
En 1610, le roi d’Angleterre Jacques Ier donne une charte à la ville.
En 1690, des affrontements entre Williamites (les partisans de Guillaume III d'Orange-Nassau) et Jacobites conduisent à l'incendie de la majeure partie de la ville.
Au début du XIXe siècle, Lord Farnham, propriétaire terrien dans la région, fait percer une nouvelle et large rue dans la ville. Il fait lotir cette rue de belles et grandes maisons bourgeoises, d’édifices publics (comme la Cour de Justice qui date de 1825) et d’églises.
À la fin du XIXe siècle, Cavan devient un centre ferroviaire, point de jonction entre les lignes desservant l’ouest et le centre de l’Irlande et celles allant vers le nord de l’île.
L’hôtel de ville est construit en 1908-1909.

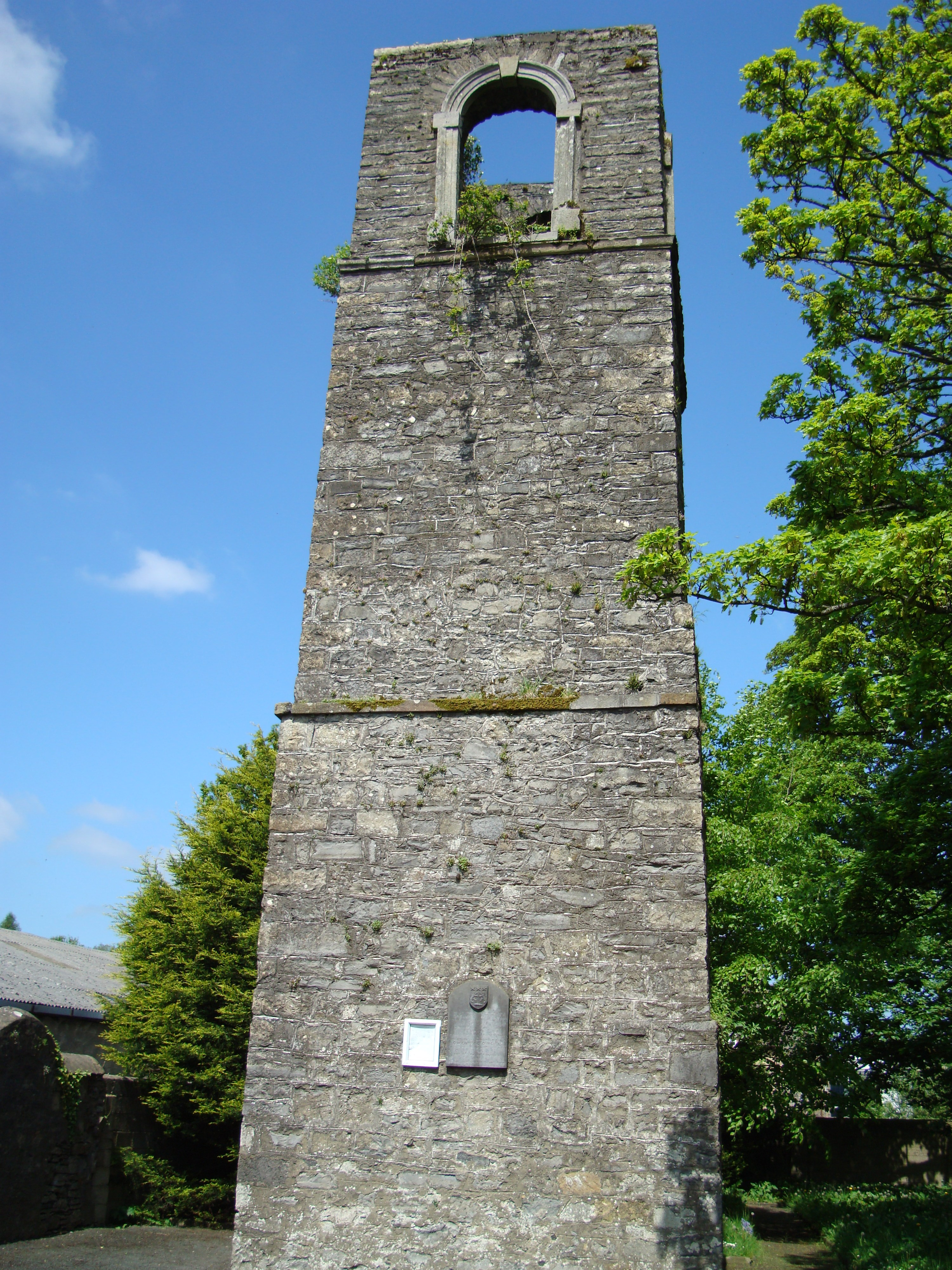
Tour du monastère de Cavan.
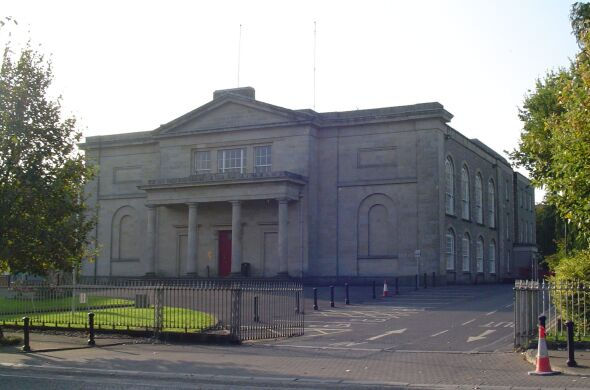
Palais de justice.
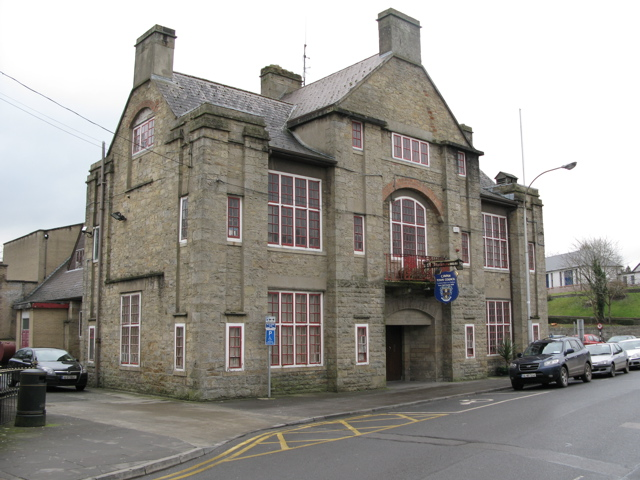
Hôtel de ville.

## Culture
Cavan a accueilli le Fleadh Cheoil en 1954, 2010 et 2011.
Le groupe The Strypes est originaire de Cavan.

## Transports

### Transports routiers
Avec une population rurale de 7 160 habitants dans la région de Cavan, l'augmentation est de 47,2 % depuis le recensement de 2006.
La ville est située au croisement de deux routes nationales, la N3 vers Dublin et la route N55 vers Athlone. Le plan de développement national a planifié une modernisation majeure du tracé avec l'autoroute M3 de Kells à Dublin, achevée et ouverte officiellement le 4 juin 2010 et une voie double de type 2, de Whitegate à la frontière de Meath à Cavan, qui contournera éventuellement Virginia. La N3 et la N55 - est voie de contournement-est, autour de la ville de Cavan ont été entièrement achevées en mars 2006, éliminant ainsi la nécessité de subir un trafic intense pour traverser une ville déjà saturée.

### Chemin de fer

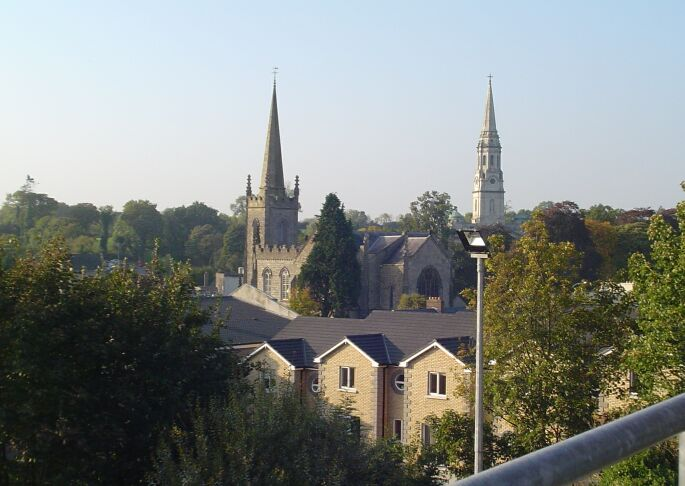
Vue de l'église catholique de Cavan, la cathédrale (flèche à droite) et l'église paroissiale Église d'Irlande (flèche à gauche).

Bien que Cavan n’ait actuellement aucune liaison ferroviaire, il existait jadis deux gares sur des lignes distinctes reliant le Great Northern Railway (GNR) et le Midland Great Western Railway, puis une jonction de la ligne Belfast-Cavan reliant Clones avec une ligne secondaire à Crossdoney et Killeshandra. Avec la ligne Cavan-Dublin, via Inny Junction, Longford et Mullingar sur la ligne de chemin de fer Dublin-Sligo, une ancienne ligne de chemin de fer traverse Kingscourt à la frontière du comté de Meath ; cette ligne est maintenant abandonnée.
Une branche de Cavan and Leitrim Railway était également indirectement liée à la ville de Cavan via Belturbet (terminus C & L) et Ballyhaise sur la ligne GNR. Lorsque le gouvernement d'Irlande du Nord a fermé le tronçon de la ligne de Belfast entre Portadown et Glaslough en 1957, il n'a pas été jugé économique de continuer à desservir le tronçon de Monaghan à Cavan. Toutes ces lignes (y compris les chemins de fer de Cavan et Leitrim) ont été fermées en 1960. La station (GNR) Virginia Road, de 1863 à 1958, desservait le prolongement Drogheda-Navan menant à Kells et Oldcastle. La coopération entre les conseils de comté de Cavan et de Westmeath s’efforce de l’intégrer dans le plan de développement national et régional. La gare de Cavan a ouvert ses portes le 8 juillet 1856, a été fermée aux services de passagers le 14 octobre 1957 et a finalement été complètement fermée le 1er janvier 1960.

### Bus

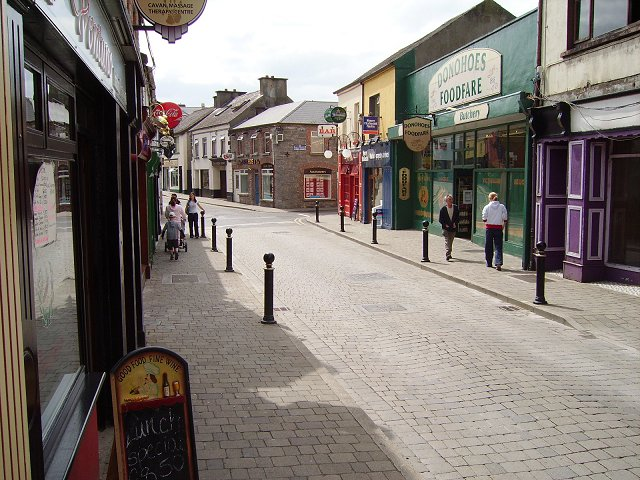
Bridge Street dans le centre-ville de Cavan.

La gare routière de Cavan est gérée par les  Bus Éireann, elle est située rue Farnham. C'est un bâtiment d'un étage avec une billetterie, une salle d'attente, un téléphone public, un restaurant et des toilettes. La station dessert Donegal - Enniskillen - Aéroport de Dublin - Busáras, par la voie expresse 30, toutes les deux heures dans chaque direction.
La ligne 165 dessert Athlone et Belfast. La station est le terminus de plusieurs lignes locales, y compris la ligne 109 vers Dublin qui fonctionne toutes les heures. Les autres itinéraires locaux sont la 111 vers Ballinagh, Granard, Castlepollard et Athboy, la 162 vers Monaghan via Cloverhill et Clones, la 166 à Dundalk, la 175 vers Monaghan via Cootehill et le mardi seulement la 465 vers Carrigallen.
Les Leydons Coaches empruntent la ligne 930 pour se rendre à Enniskillen via Belturbet, Ballyconnell, Bawnboy et Swanlinbar.
La compagnie Whartons Travel exploite la ligne qui permet de se rendre à la gare de Longford via Crossdoney, Arvagh, Drumlish et Longford.

## Enseignement
La ville de Cavan compte quatre écoles secondaires :
Saint Patrick's College ;
le Collège Loreto ;
le collège Breifne ;
et l' école royale de Cavan, la plus ancienne, fondée au début du XVIIe siècle.
Le Breifne College est une école d’enseignement professionnel mixte administrée par le Conseil de l’éducation et de la formation du comté de Cavan.
Saint Patrick's College et Loreto College sont des écoles pour garçons et filles catholiques, l’école royale étant une école mixte à l’esprit protestant. Ces écoles sont administrées par leurs utilisateurs en collaboration avec le ministère de l'Éducation et des Sciences.
La ville a un collège de troisième niveau, Cavan Institute  (anciennement Collège d’enseignement supérieur Cavan), fondé en 1985, c' est le plus grand prestataire de cours FETAC dans le nord-est du pays. Le collège propose des bourses d'études et de formation continue (FETAC) dans ses cinq écoles ; Business & Humanities, Santé, Sport & Éducation, Esthétique et Coiffure, Informatique, Ingénierie & Science Design, Arts de la scène & Services.
Les diplômés ont droit à des exemptions dans la plupart des collèges de troisième cycle et sont généralement mutés pour poursuivre leurs études dans un autre cursus dans le domaine de leur choix. La majorité des étudiants sont des habitants de Cavan et une grande partie de ses autres étudiants viennent de Leitrim, Roscommon, Monaghan, Meath et Westmeath. Le campus principal du collège est situé sur Cathedral Road, avec d'autres sites dans le centre-ville et dans les anciennes casernes de l'armée situées sur Dublin Road.

## Plan du patrimoine du comté 2006–2011
Le principe directeur énoncé par le conseil du comté de Cavan est le suivant : Le patrimoine unique et diversifié du comté de Cavan est conservé, préservé et, avant tout, chéri et célébré par les habitants du comté. L’exemple de l’unicité de Cavan peut être mieux défini par son emplacement au cœur des lacs d’Irlande, une région si diverse que son potentiel n’a pas encore été déterminé dans un Plan d’action biochimique viable. L’environnement de faunistique et de zones humides des lacs du comté de Cavan est reconnu à l’échelle nationale et internationale et offre des possibilités uniques et substantielles de développement du tourisme durable.
Lough Oughter et Killykeen, situés à seulement quelques kilomètres de la ville de Cavan, disposent déjà de l’infrastructure de base nécessaire au développement durable et à l’écotourisme.

## Lieux et monuments
- Cathédrale Saint-Patrick-et-Saint-Felim.
- Hôtel de ville (en).
- Palais de justice (en).

## Jumelages
Cavan est jumelée avec :
- 'Jaunay-Clan' , Vienne, France

## All-Ireland Fleadh
En 2010, 2011 et 2012, la ville de Cavan a accueilli le forum Fleadh Cheoil na hÉireann.
Le Fleadh 2010 s'est tenu du 16 au 22 août. The Fleadh est le premier festival annuel irlandais de musique traditionnelle, de chants et de danses et de séries de concours organisé par Comhaltas Ceoltóirí Éireann (CCÉ). Fleadh 2010 était la 50e édition annuelle de Fleadh Cheoil na hÉireann, le premier à être neutre en carbone. Cette année-là, il est retourné à Cavan pour la première fois depuis 1954.
Près de 250 000 visiteurs assistent à la conférence annuelle «Fleadhann», et environ 10 000 musiciens en compétition. On estime également que le All-Ireland Fleadh annuel génère entre 20 et 25 millions d'euros pour l'économie locale de sa ville d'accueil.